# Lock-out de La Presse
Le lock-out de La Presse est un conflit ouvrier qui paralyse le quotidien francophone montréalais La Presse en 1971-1972. Le conflit entraîne la formation d'un front commun de 11 unités syndicales représentantes de groupes différents de salariés du journal.  Ces syndicats sont affiliés aux deux principales centrales syndicales québécoises : la Fédération des travailleurs du Québec (FTQ) et la Confédération des syndicats nationaux (CSN). Le conflit de sept mois (juillet 1971 - février 1972) provoque la non-publication du quotidien durant plus de trois mois (28 octobre 1971 - 9 février 1972). Cet épisode important de l'histoire syndicale québécoise est également marqué par la manifestation du 29 octobre 1971 (plus de 10 000 personnes), donnant lieu à de violents affrontements (260 personnes blessées; 30 arrestations) et la mort d'une manifestante à la suite d'une crise d'asthme lors de la manifestation.

## Contexte
Les années 1960 au Québec, marquées par les réformes de la Révolution tranquille, donnent lieu à une sensibilité évidente du milieu politique envers les syndicats. Le gouvernement libéral procède à une refonte des lois du travail, notamment par la reconnaissance du syndicalisme dans la fonction publique et l’octroi du droit de grève aux employés du secteur public (Code du travail, 1964); il assure en plus la participation des syndicats aux organismes de consultation (Conseil d’orientation économique, Conseil supérieur du travail).  Cette décennie de chamboulements idéologiques sera toutefois également caractérisée par une radicalisation du milieu syndical québécois : au delà de l'idéologie de « rattrapage » et l'émergence de l'État-providence, amorcée sous la gouverne du Premier ministre Jean Lesage (1960-1966), les syndicats veulent  aller plus loin et redéfinir de façon fondamentale l’organisation économique de la société.  
C'est dans ce contexte que les trois grandes centrales syndicales, la Confédération des syndicats nationaux (CSN), la Fédération des travailleurs du Québec (FTQ) et la Centrale de l'enseignement du Québec (CEQ), se rapprochent des idées socialistes ainsi que du nationalisme québécois.   Au tournant des années 1970, ces organisations font preuve d'un syndicalisme combatif, n'hésitant pas à s'opposer frontalement au gouvernement et au patronat. Enfin, le Québec vient de connaître la Crise d'Octobre 1970 qui marque durablement les esprits et est érigée comme symbole de la répression gouvernementale fédéraliste. 
Dans le cas particulier de La Presse, quotidien montréalais dont est nouvellement propriétaire l'entrepreneur Paul Desmarais (Power Corporation), le conflit s'amorce au sujet de l'introduction d'une nouvelle technologie dans le processus d'impression du journal qui mettrait en péril la sécurité d'emploi des ouvriers de l'imprimerie, dont les conventions collectives de travail sont échues depuis le 31 décembre 1970. Les changements technologiques annoncés entraîneront des modifications de tâches difficiles à accepter dans ces syndicats de métiers de l'imprimerie : l'enjeu de la souplesse syndicale et de l'humanité des patrons est clairement posé. Malgré plusieurs mois de négociation, les pourparlers échouent.   

## Déroulement

### Déclenchement du lock-out
Le conflit débute nettement le 19 juillet 1971 par la mise en lock-out en premier des typographes (env. 170) et des expéditeurs (env. 50);  les clicheurs, les photograveurs et les pressiers sont membres d'autres syndicats, mais ils négocient en front commun; leurs conventions collectives expirent dans quelques jours et ils seront alors visés par le lock-out.  Les quelque 1000 autres employés du quotidien continuent leur travail comme à l'habitude et les 350 ouvriers en lock-out sont remplacés par des cadres et des employés temporaires qualifiés de scabs, permettant ainsi au journal de continuer à être publié avec une seule édition plutôt que trois.   Le syndicat des journalistes recommande « … aux membres de n’entreprendre aucun moyen de pression concerté tout en laissant les(sic) individus la façon de manifester leur désapprobation des manœuvres patronales dans le conflit actuel…».  Des agents de sécurité surveillent l'édifice de La Presse (situé rue Saint-Jacques), protégeant l'immeuble contre toute « action directe » des ouvriers mis en lock-out.

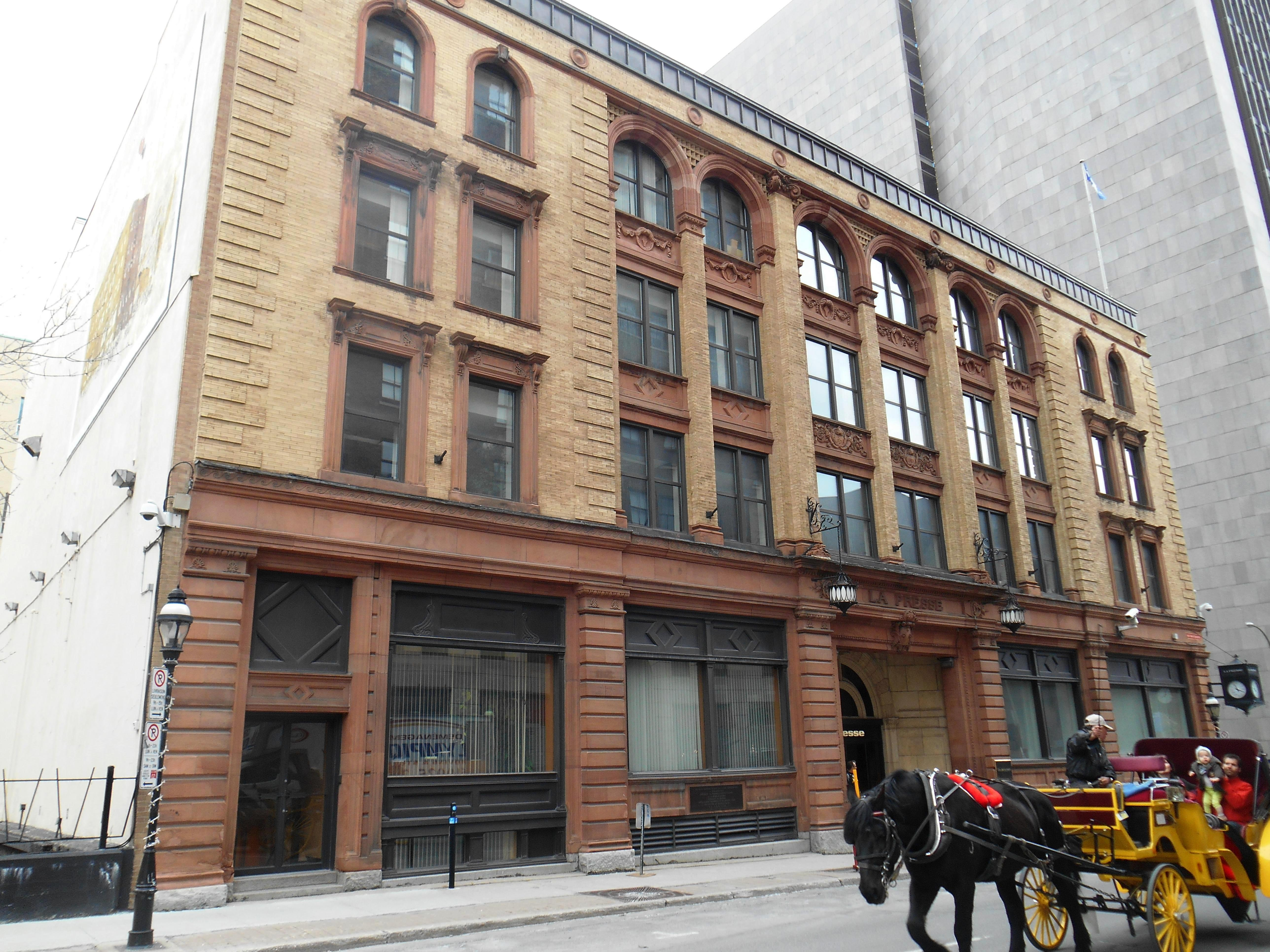
Ancien édifice de La Presse, au 7 rue Saint-Jacques.

Les négociations ne menant à rien durant l'été, les sept syndicats représentant les ouvriers en lock-out, affiliés à la FTQ, dénoncent la mauvaise foi patronale : on reproche notamment à l'administration d'avoir enclenché le lock-out des photograveurs avant même d'avoir reçu leur réponse aux contre-propositions patronales.  Afin d'obtenir le soutien de l'opinion publique, les syndicats organisent également des manifestations à la fin du mois d'août 1971.  Durant tout l'été, Louis Laberge, président de la FTQ, intervient à plusieurs reprises afin de soutenir les employés en lock-out. Il s'en prend plus largement à « l'empire Power Corporation », à qui il reproche d'exploiter les travailleurs et de «casser les syndicats». Laberge appelle même le ministre québécois du Travail, Jean Cournoyer, qui accepte d'intervenir le 23 août en demandant au conciliateur de rédiger « un rapport écrit sur la nature conflit à La Presse et de lui faire des recommandations pour aider à y mettre fin ».  
Avec le soutien de la FTQ, les syndiqués en lock-out intensifient les moyens de pression à l'encontre des cadres et des briseurs de grève.  Bien que les employés du journal qui sont encore au travail soient solidaires, leurs syndicats ne déclenchent pas d'actions de grève pour plusieurs raisons.  Tout en dénonçant la détérioration de l'information au journal, les journalistes ont une convention collective de travail qui arrive à échéance le 31 décembre 1971: d'ici là, le respect des lignes de piquetage aurait entraîné leurs licenciements étant donné que le journal fait face à un surplus de main-d'œuvre à la rédaction.

### Intensification du conflit et fermeture du journal

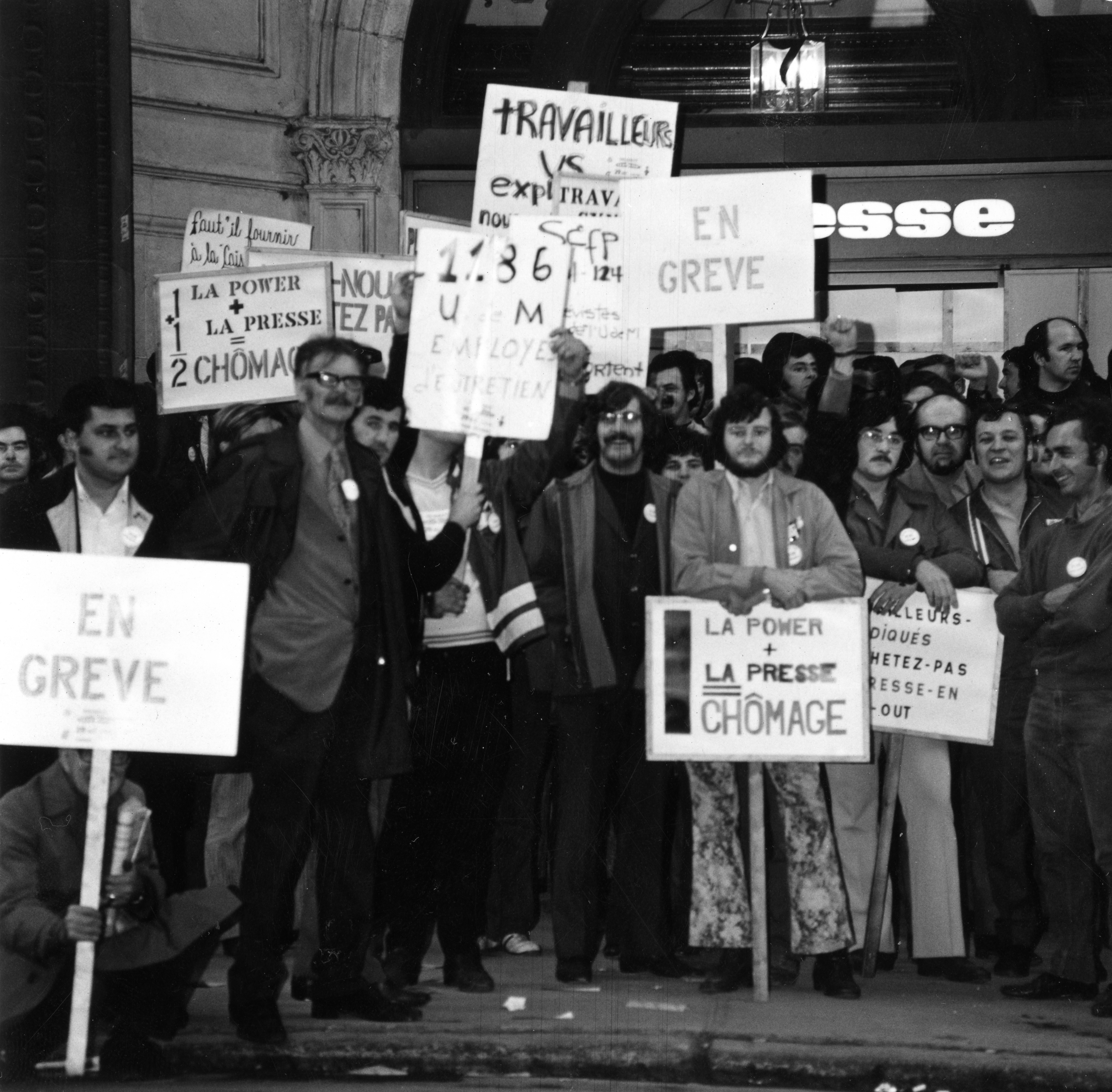
Grévistes devant l'immeuble de La Presse durant le conflit, en 1971.

Le 1er septembre 1971, après que des syndiqués aient attaqué des cadres de La Presse au club de golf l'Assomption (30 août), la direction du journal obtient du tribunal une injonction limitant le piquetage à quatre syndiqués et interdisant de proférer des menaces et de bloquer l'accès aux immeubles.  Les présidents de la FTQ et de la CSN, respectivement Louis Laberge et Marcel Pepin, dénoncent cette décision qu'ils jugent contraire aux droits des syndicats et insistent auprès du gouvernement de Robert Bourassa pour qu'il intervienne en faveur des travailleurs.  
Face à la difficulté d'organiser une grève en bonne et due forme, les centrales syndicales insistent surtout sur le boycott du journal La Presse, interdisant notamment aux journalistes du quotidien montréalais d'assister à leurs conférences de presse. Le 18 octobre, les dirigeants des 11 syndicats décident de mettre fin de la phase « passive » : ils vont déposer des plaintes pour actions illégales; ils prévoient une manifestation pour le 29 octobre; les journalistes n'apposeront plus leur signature au bas des articles, ne respecteront plus la demande d'identification à la porte de l'édifice et tiendront un teach-in sur la dégradation de l'information.  Le 20 octobre, le rapport du conciliateur est déposé : il contient une description détaillée des positions des parties, mais ne suggère pas de solutions spécifiques; le ministre du Travail convoque les parties, mais un désaccord sur la forme des négociations empêche la reprise des discussions.  Le 23 octobre, les syndiqués en lock-out entreprennent un blocus de la livraison du journal. Le 27 octobre, la censure de l'information  est publiquement dénoncée. Le même jour, les lock-outés décident qu'ils ne respecteront plus l'injonction limitant le nombre de piqueteurs; ils bloquent massivement les portes du journal; prévenus, les journalistes décident de ne plus franchir les lignes de piquetage.   Le président et éditeur du quotidien annonce dès lors l’interruption de la parution du journal; la direction du journal dénonce les violences commises à l'endroit d'employés et de cadres de La Presse au cours des derniers mois (notamment au club de golf l'Assomption), les menaces faites à leur encontre, les appels à la bombe ainsi que le vandalisme à l'endroit des camions de livraison et des infrastructures de l'entreprise.  Ainsi, à la fin du mois d'octobre 1971, un front commun composé des 11 syndicats de l'entreprise est formé : la sécurité d’emploi à la production et la liberté journalistique sont jointes : pas de retour au travail avant l’accord de chacun d’eux. De plus, on annonce l'organisation d'une manifestation intersyndicale afin de protester contre Power Coporation et de soutenir les employés de La Presse.  

### Manifestation du 29 octobre
Deux jours après la fermeture du journal, les trois principales centrales syndicales du Québec, la Fédération des travailleurs du Québec (FTQ), la Confédération des syndicats nationaux (CSN) et la Centrale de l'enseignement du Québec (CEQ), maintiennent l'organisation d'une marche de solidarité avec les travailleurs du journal malgré l'ordonnance des autorités de la Ville de Montréal d'interdire les manifestations dans les rues avoisinantes du journal. La décision de proscrire la manifestation a été prise à la suite du rapport de police  soulignant que « la manifestation massive en voie d’organisation semble l’aboutissement d’une escalade de la violence… et que certaines des rues environnantes… font l’objet d’importants travaux publics… et sont encombrées de débris, mortiers et autres objets pouvant devenir des projectiles…. » Les dirigeants syndicaux n'acceptent pas de fournir aux autorités l'itinéraire de la manifestation. Même les participants à la marche n'en connaissent pas les détails, ils sont informés du parcours à suivre seulement après que le cortège démarre du carré Saint-Louis. 

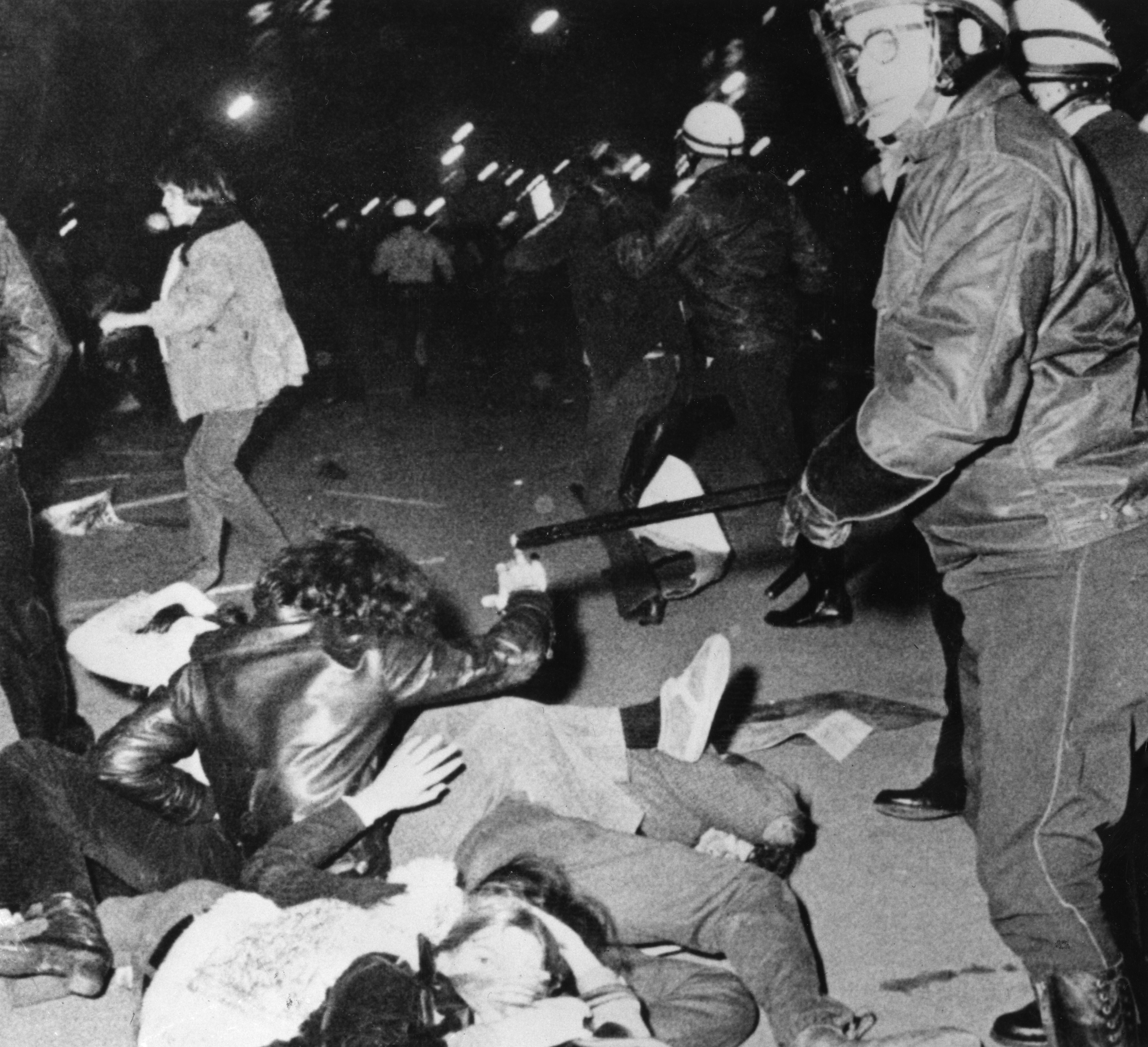
Charge des policiers lors de la manifestation du 29 octobre 1971.

Cette marche est largement considérée comme le point culminant du conflit, lui conférant son caractère radical et historiquement marquant. L'évènement regroupe une dizaine de milliers de personnes qui se heurtent à 1 000 policiers en tenue antiémeute. Les manifestants, avec les chefs syndicaux en tête de cortège (Marcel Pepin, Louis Laberge et Yvon Charbonneau), entament la marche aux alentours de 20h à partir du carré Saint-Louis et descendent la rue Saint-Denis. Alors que les marcheurs veulent s'engager sur la rue Dorchester, les policiers leur barrent la route. Cette manœuvre sera interprétée comme une volonté de protéger les riches quartiers anglophones de l'ouest de la ville de Montréal, Le Devoir écrivant notamment que « Les nègres blancs de Montréal peuvent saccager leur ghetto, mais qu'ils ne s'avisent pas de manifester dans l'ouest. » Les manifestants poursuivent leur marche sur la rue Saint-Denis jusqu’à la rue Craig où un barrage policier empêche de continuer. Le projet des dirigeants syndicaux de traverser la barrière pour être arrêtés volontairement est dévié par les échauffourées entre policiers et manifestants d’un côté et l’autre de la barricade. Alors que Louis Laberge tente de calmer les choses par « des gestes d’apaisement…», des manifestants enjambent les barricades mises en place pour encadrer la manifestation et attaquent les forces de l'ordre en leur lançant des projectiles ; « [...] le camion vert, rouge et blanc de l’indépendance fonce en première vitesse et sur les vestiges de barrière et sur les policiers qui les gardent. » Les policiers reçoivent l’ordre de foncer sur les manifestants qui sont progressivement refoulés ; on assiste alors au « commencement de la violence systématique contre les immeubles, les véhicules et les personnes. ». L'affrontement se traduit par plus de 200 arrestations (23 personnes ont été accusées), plus de 200 blessés et par la mort de Michèle Gauthier, 28 ans, étudiante au cégep du Vieux-Montréal, victime d'asphyxie à la suite d'une crise d’asthme.     
Les dirigeants syndicaux condamneront fermement ce qu'ils perçoivent comme « une émeute de la police ». Alors que la police dénonce la violence des manifestants, les syndicats accusent les corps policiers d'avoir utilisé des agents provocateurs pour organiser « une confrontation voulue et planifiée ». Le 2 novembre, un rassemblement de « 14 000 hommes en colère » est organisé par le Conseil central des syndicats nationaux de Montréal (CSN) au Forum de Montréal ; des dirigeants des trois centrales syndicales et des représentants.es des syndicats québécois alors en grève ou en lock-out font rapport de leurs conflits : « Rien ne sera jamais plus pareil au Québec, clament les orateurs »; c’est l’occasion d’une déclaration de Louis Laberge (FTQ) illustrant la radicalisation du mouvement : « ce ne sont pas des vitres que nous voulons casser, c'est le régime que nous voulons casser ».     
La mort de Michèle Gauthier est un autre évènement marquant qui provoque de multiples débats quant aux circonstances qui ont mené au drame. Les autorités, à savoir le gouvernement libéral de Robert Bourassa et le maire de Montréal Jean Drapeau, concluent à une « mort naturelle »; le rapport du coroner, n'indiquant pas de traces de violence physique sur le corps de la victime, va également en ce sens. Toutefois, les syndicats, le Parti québécois et Serge Ménard, avocat de la famille Gauthier, insistent sur le fait que cette «mort naturelle» est survenue dans des circonstances attribuables aux « ... forces de la police qui ont chargé la foule sans donner préalablement l'ordre de dispersion. ». On soulignera aussi la brutalité policière, le manque d'assistance des autorités et le trop long délai d'intervention de l'ambulance. Les funérailles de Michèle Gauthier ont lieu le 2 novembre; deux mille personnes y assistent et le cercueil recouvert du drapeau des Patriotes, est entre autres porté par Louis Laberge, Marcel Pepin et Yvon Charbonneau.

### Retombées... et négociations laborieuses
La manifestation du 29 octobre a généré plusieurs répercussions principalement politiques. Tout d'abord, afin de défendre les positions syndicales, les centrales publient leur propre journal, Le Quotidien Populaire, à partir du 1er novembre 1971; le journal tiré à 100 000 exemplaires n'a qu'une brève existence; à cause de problèmes de financement et de distribution, il cesse de paraître le 16 novembre, après le treizième numéro.   
Un débat a lieu sur le caractère « excessif et arbitraire » du Règlement anti-manifestation qui a autorisé l'interdiction de manifester;  en plus, une intervention législative est demandée pour encadrer les manifestations syndicales sans brimer les libertés civiles.   
Invité à participer à la manifestation, le chef du Parti québécois (PQ), René Lévesque, exprime son refus à la suite de la décision de l'exécutif national du parti fondée sur l'absence d'information sur son parcours et le manque d'assurance quant à la mise en place de mesures pour éviter l'affrontement; le jour de la manifestation; René Lévesque se rend au siège de la FTQ dans le but de convaincre les dirigeants de la centrale de contremander l’évènement et de le remplacer par une grande assemblée publique : « Trop tard », répondent les dirigeants.   Néanmoins, Robert Burns, député du Parti québécois (PQ), participe à la manifestation « à titre personnel ».  La dissociation de la direction du parti crée des remous : une trentaine d'associations de comtés du PQ protestent; de plus, le député est invité par M. Lévesque « à s'en aller s'il le veut », en ajoutant qu’il déplore le comportement des chefs syndicaux qui « sont en train d'éloigner les travailleurs de toute politisation véritable ».  M. Burns affirme qu'il n'entend pas quitter le PQ en concluant que le conflit repose sur « une différence de style et de personnalité » entre lui et son chef politique.  Des enjeux fondamentaux sont soulevés quant à l'orientation syndicale dans ce conflit. La rumeur de division est dissipée à l'occasion d'une réunion du Conseil national du PQ où sont votés trois textes sur les extrémismes, la violence et la dissidence.      
Durant ce temps, l'action gouvernementale est manifeste : le 2 novembre, le ministre du Travail, Jean Cournoyer, nomme une commission d'enquête et de médiation,.  À l'Assemblée nationale du Québec, des questions sont formulées au sujet d'une enquête de la Commission de police sur le comportement des policiers lors de la manifestation du 29 octobre.  Le 11 novembre, le ministre du Travail soumet ses recommandations (quatre pages de « principes ») sur la question centrale de la sécurité d’emploi; les recommandations sont acceptées par l'employeur, mais rejetées « en bloc » par les syndicats. Selon le ministre, malgré des progrès du côté des syndicats de la FTQ, il y a rupture avec les syndicats de la CSN où « les journalistes demandaient ni plus ni moins qu'une participation à la gestion de La Presse ». Or, les objectifs des journalistes sont clairs depuis le début des négociations : « ... accentuer la participation de journalistes à la gestion professionnelle; établissement d'un Comité conjoint de relations de travail; participation réelle aux décisions concernant la rédaction; participation à l’administration; participation aux profits...    
L'intervention personnelle du premier ministre, Robert Bourassa, fait en sorte que les négociations reprennent brièvement, mais laborieusement : les journalistes acceptent de retourner au travail en soumettant l'ensemble des clauses professionnelles à un arbitre dont la décision sera exécutoire; l'employeur refuse ce « compromis énorme ».   Le 29 novembre, l'employeur annonce son intention de mettre fin au lock-out et s'apprête à inviter ses employés à rentrer au travail.  Les négociations reprennent cependant à la demande du premier ministre; la médiation avec chacun des 11 syndicats se poursuit avec la participation du ministre du Travail et de quatre conciliateurs.   
Le 1er décembre, Paul Desmarais déclare que des progrès ont été réalisés avec les syndicats de la FTQ, notamment les typographes, mais qu'une minorité (des journalistes) par « des demandes exagérées, irréalistes et inacceptables » est « en train de tuer La Presse ».  Le Front commun des 11 syndicats déclare que La Presse refuse systématiquement le dialogue avec les journalistes depuis le début de la médiation; des démarches sont entreprises pour mettre en place un front commun des autres syndicats d'employés de Power Corporation en vue d'exercer des pressions sur le holding financier.  Le même jour, le syndicat des journalistes publie une lettre ouverte où ses demandes sur les questions professionnelles sont exposées.  Le représentant de La Presse rétorque que « La Presse est une entreprise privée .... et les gens qui y travaillent doivent accepter ce cadre... et que ceux qui ne sont pas d'accord ont toujours le choix de quitter La Presse et d'aller faire leur révolution ailleurs ».  M. Desmarais ajoute deux jours plus tard qu'il laisserait mourir La Presse plutôt que de céder aux « demandes de contrôle (de l'information) par un petit groupe de journalistes »; il conclut que « rétrospectivement…. le lock-out n'était pas la bonne chose à faire…»  et qu'il « aurait fallu continuer de négocier et que, s'ils avaient voulus, ils pouvaient faire la grève... cela aurait alors été une situation de grève et non une situation de lock-out! …. Il s’écoulera beaucoup de temps avant que nous décrétions un autre lock-out... ».   
Les négociations reprennent malgré tout et le ministre du Travail dépose de nouvelles recommandations aux parties en les accompagnant d’une Déclaration liminaire qui décrit le climat des négociations, principalement celles concernant les journalistes, où on peut « constater que cette impasse témoigne d’un malaise profond à la rédaction de La Presse ».  Après quelques jours de consultation, les recommandations sont rejetées par les syndicats : pour les journalistes, le mandat confié à une commission paritaire de régler les clauses professionnelles est si étendu et vague, voire contradictoire, qu’il engage les parties dans l’inconnu total ; pour les typographes, la clause de reconnaissance syndicale demeure encore un obstacle majeur.  Le ministre du Travail annonce son retrait du dossier, mais qu’un haut fonctionnaire du ministère pourra faire une dernière tentative.  L’employeur annonce qu’il laisse passer la période des fêtes et propose de reprendre les négociations à la mi-janvier 1972 en précisant qu’il ne sent plus lié par son acceptation des recommandations du ministre.  Les négociations ont cependant repris discrètement et séparément avec chacun des 11 syndicats depuis le 20 décembre ; elles se poursuivent jusqu’au 31 décembre au moment où des ententes de principe semblent imminentes avec certains syndicats (cinq syndicats FTQ sauf les typographes ; quatre syndicats CSN sauf les journalistes).  Une entente de principe surgit enfin sur la question de juridiction syndicale des syndicats de métier FTQ tandis que les discussions se poursuivent avec les journalistes.  Malgré des efforts de discussions constructives, l’impasse resurgit lorsque l’employeur transmet aux syndicats les textes des offres « finales et définitives », ce qui est interprété comme un geste de « rupture ».     

### Entente
À nouveau, les négociations reprendront, mais dans une conjoncture différente. L'imminence d'un règlement possible de l’ensemble des syndicats, sauf celui des journalistes, amène Louis Laberge à informer le président du syndicat des journalistes, Claude Beauchamp, qu'une fois la sécurité d'emploi garantie, comme cela semble maintenant possible, l'objectif de contrôle par les journalistes de la rédaction du journal ne peut plus être un objectif accessible et met en cause l'entente relative au retour au travail conditionnel à l'accord de chacun.   Un accord est finalement conclu lors de rencontres entre deux vice-présidents de l'employeur et les présidents des centrales syndicales, Louis Laberge et Marcel Pepin.  Le 6 février, les assemblées syndicales ratifient à la quasi-unanimité les ententes de principes et le retour au travail est prévu pour les prochains jours. La Presse paraît à compter du 10 février.  
La sécurité d'emploi est sauvegardée par une clause générale excluant toute mise à pied relative à des changements technologiques, à des transformations dans les procédés d'opération, à l'acquisition de nouvelles pièces d'équipement, à l'octroi de contrat à forfait ou à l'exécution hors de l'entreprise d'un travail pour le compte de La Presse; en cas de besoin de diminuer la main-d'œuvre, les employés pourront choisir tout emploi vacant quitte à se recycler.  Les droits acquis en matière de juridiction exclusive du syndicat sur le travail de composition sont maintenus, sauf en deux cas (annonces classées et Télé-Presse). 
Chez les journalistes qui renoncent à syndiquer les pigistes et les adjoints du directeur à l'information ou à utiliser un droit de véto sur la nomination du rédacteur en chef, un comité conjoint est formé pour entendre les griefs d'ordre professionnel; un comité paritaire est mis en place pour effectuer la définition des tâches des postes de la rédaction (une majorité de voix peut décider); le droit à un grief d’information est acquis; la possibilité de retirer la signature du journaliste est reconnue lorsqu’un article est modifié par le bureau de rédaction; l’interdiction de reproduire dans un autre média un article sans l’autorisation de son auteur est instaurée; le journaliste acquiert le droit d'exprimer des opinions hostiles à l'orientation idéologique de l'employeur, sauf évidemment dans les pages de La Presse.
Le 7 février 1972, lors du retour au travail des employés de La Presse, Paul Desmarais déclare que les nouvelles conditions offrent une marge de manœuvre suffisante «... pour effectuer les changements technologiques essentiels à la survie du journal... et d'autre part, nous ne pouvions abandonner aux journalistes le contrôle de l'information diffusée par le journal. ».

## Bilan
Sans surprise, les avis sur le bilan de ce conflit ouvrier sont divers : autant des acteurs du conflit que certains observateurs du monde des communications expriment des opinions divergentes.    
Claude Ryan, éditorialiste du journal Le Devoir, estime... « qu'aucune des deux parties n'a, en vérité, remporté un véritable triomphe sur l'autre. ».  M. Ryan ajoute que la lutte syndicale obtient de multiples garanties quant à la sécurité d'emploi et au respect de la liberté d'expression des journalistes; la direction, quant à elle, garde tout de même le contrôle sur l'essentiel de l'orientation de l'entreprise, s'assurant d'être maîtresse de la salle de rédaction et ne reculant pas sur les réformes technologiques qu'elle veut entamer au début des années 1970; il conclut que «... les onze contrats de travail... sont parmi les meilleurs qu'on peut trouver dans l'industrie des journaux quotidiens. ».   
D’autre part, Jean-Pierre Fournier, journaliste, conclut que les journalistes de La Presse ont obtenu un niveau impressionnant de contrôle de l’information dans le journal, un gain que les autres journalistes à travers le pays devraient se donner comme objectif.  
Un acteur syndical, Laval Le Borgne, président de la Fédération nationale des communications (CSN), s’exprime ainsi : « Quand on a réglé, il y a eu une victoire très nette du côté de ceux qui avaient été mis en lock-out. L'objectif patronal qui était de se débarrasser de ces gens-là, a été un échec total. Ils ont obtenu une sécurité d'emploi absolue en échange des changements technologiques. (.....) Mais il a fallu sept mois de bataille pour l'obtenir. Pour les autres employés, moi j'hésite à appeler ça une victoire, moi, j'appelle ça la fin des défaites. On a cessé de reculer. Alors, on est rentré et, pour une fois l'employeur a été obligé de respecter une convention collective; il a été obligé de se plier à la demande, je dirais unanime de la salle de rédaction, de mettre fin au régime de censure et de terreur. »
Esther Déom, professeure d’université, fait autrement la part des choses : « Ce conflit ne peut s'expliquer que par le climat qui régnait à La Presse depuis l'achat du quotidien par Paul Desmarais en 1967 : les heurts successifs sur la restructuration de la rédaction et les coupures de textes de journalistes ont contribué au pourrissement du climat. La fermeture de La Presse alors que les journalistes commençaient à peine à négocier et les déclarations de Paul Desmarais pendant le conflit ont également contribué au durcissement de la position des journalistes qui ont finalement obtenu une victoire morale beaucoup plus qu'autre chose. Ils ont cependant obtenu de bonnes augmentations de salaires. »